# Paula Van Wilder

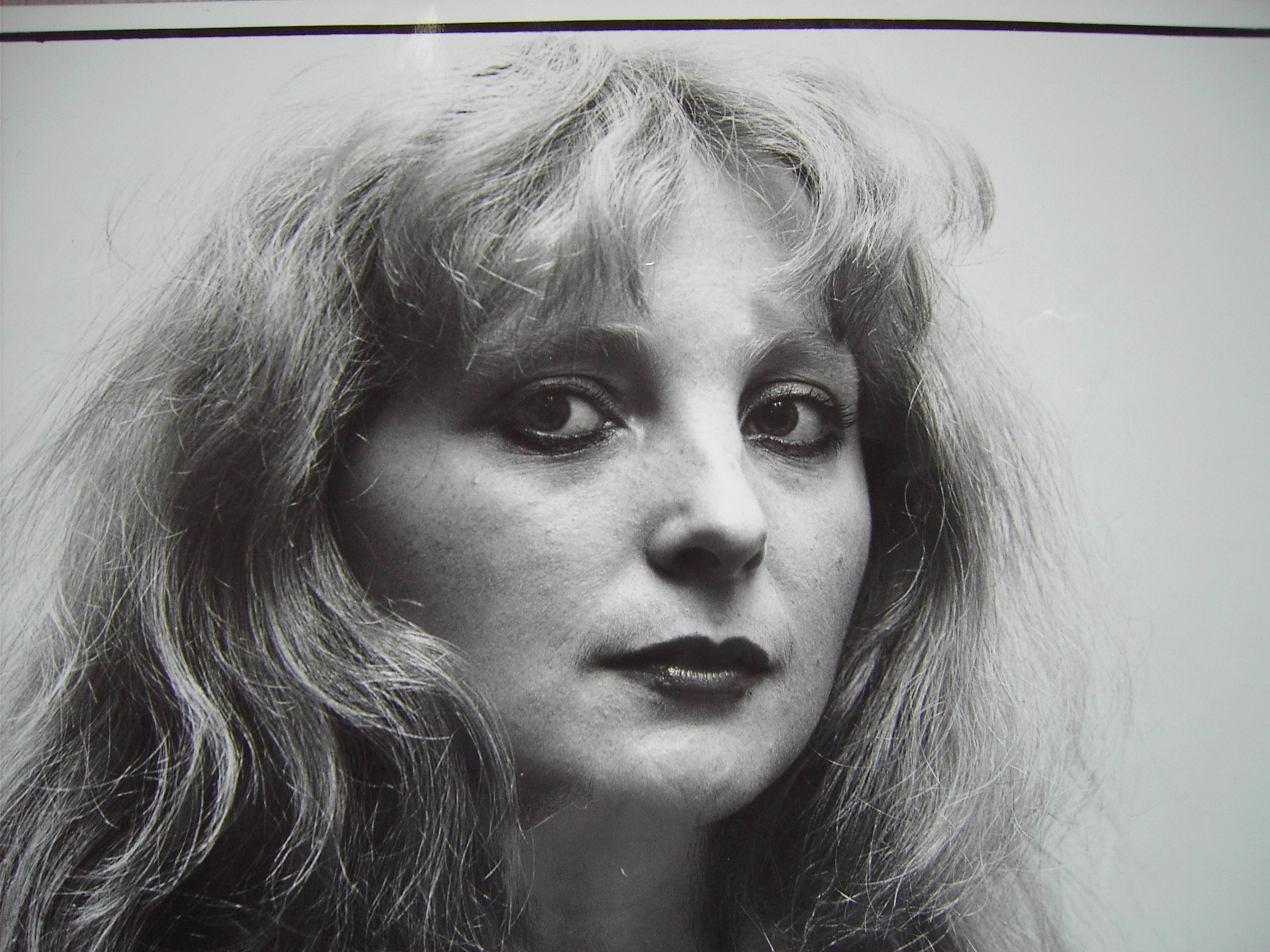

Paula Van Wilder was tussen 1984 en 1999 een Vlaams presentator, producer en samensteller van radioprogramma's.
Na opleidingen dictie/voordracht (Bruno Schevernels) en toneel (Joanna Geldof), trokken Van Wilder en Zaki Vlaanderen rond met de “Affiche Drive In Show”. “Affiche” was de cultuurpagina van de kranten "Het Nieuwsblad" en "De Gentenaar" en trad op als sponsor.
In april 1984 stapte ze over naar Radio Contact - Brussel, waar ze de ochtend van de weekendprogrammatie verzorgde. Door het overlijden van Nand Baert, kwam ze bij BRT 2 Omroep Oost-Vlaanderen (Radio 2 Oost-Vlaanderen) terecht (maart 1985). Onder de vleugels van producer Rudi Sinia, ging ze een reeks van programma's presenteren, samenstellen en produceren. Haar vaste plek kreeg ze in de vrijdagse aflevering van "Twee tot Twee", de nachtuitzending van BRT Radio (23.30-02.00). Elke week strikte ze een gespreksgast met zijn of haar muziekkeuze, live in de Gentse studio.
Gasten waren onder meer Els Olaerts, Jan Hautekiet, Jan De Wilde, Kris De Bruyne, Boogie Boy, Wannes Van de Velde, Frank Boeijen, Patrick De Witte, Xaviera Hollander, Flairck, The Nits, Robert Long, Marcel Vanthilt...
Vanaf 1 mei 1989 ging BRT Radio 24 uur per dag uitzenden (Nachtradio) en stelde Van Wilder de vrijdagse nachten samen (23.30-06.00). In 1999 verliet ze de omroep.